# Centro de Educación Artística
Le Centre d'éducation artistique de Televisa (CEA) est une institution artistique mexicaine spécialisée dans le théâtre et d'autres domaines du divertissement. Le siège de l'institution est situé à Mexico, dans les locaux de Televisa San Ángel. Il a été fondé par Eugenio Cobo le 26 septembre 1978.
Chaque année, environ 5 000 candidats du monde entier adhèrent au CEA, dont seulement 35 ou 40 sont acceptés. Les candidats doivent avoir entre 17 et 23 ans. Après avoir effectué un casting respectif, ceux qui sont acceptés entrent dans l’établissement pour y étudier pendant 3 années consécutives. L'institut est spécialisé dans 3 disciplines principales, à savoir le corps, le domaine actoral et le domaine théorique et culturel.
Le CEA n’a pas d’écoles associées à l’intérieur du Mexique, ni dans d’autres villes du monde.
Parmi ses diplômés, ils ont inclus des acteurs reconnus au Mexique comme Arturo Peniche, Eugenio Derbez, Ariadne Díaz, Aarón Díaz, Ana Brenda Contreras, Dulce María, Eiza González, Fernando Colunga, Itati Cantoral, Mario Cimarro, Marlene Favela, Sebastián Rulli, Jorge Salinas, Sabine Moussier, Horacio Pancheri, Karol Séville, Angelique Boyer, Paulina Goto, Martín Barba, etc.